# 久御山町立御牧小学校
久御山町立御牧小学校（くみやまちょうりつ みまきしょうがっこう）は、京都府久御山町相島曽根にある公立小学校。

## 概要
明治5年に開校した寺子屋の御牧小学校が前身の歴史のある小学校である。

## 沿革
- 1872年（明治5年） - 北川顔村極楽寺に御牧小学校開校
- 1873年（明治6年） - 中島華台寺境内への移転に伴い中島校へ改称
- 1876年（明治9年） - 御牧校へ改称
- 1881年（明治14年） - 現在地に新築移転
- 1887年（明治20年） - 小学校令により、御牧尋常小学校に改称
- 1903年（明治36年） - 校舎を改築
- 1904年（明治37年） - 御牧尋常小学校に高等科を設置し、御牧尋常高等小学校へ改称
- 1926年（大正15年）6月21日 - 小作争議が激化。小作人側が同盟休校を行う[1]
- 1934年（昭和9年） - 室戸台風により校舎倒壊
- 1941年（昭和16年） - 国民学校令により、御牧国民学校に改称
- 1947年（昭和22年） - 学校教育法施行により、御牧村立御牧小学校に改称
- 1953年（昭和28年） - 台風13号で校舎水没
- 1954年（昭和29年） - 久御山町立御牧小学校へ改称
- 1955年（昭和30年） - 講堂を新築
- 1961年（昭和36年） - 第二室戸台風により校舎が損壊
- 1965年（昭和40年） - 給食室完成に伴い完全給食開始
- 1967年（昭和42年） - プール竣工
- 1972年（昭和47年） - 創立100周年
- 1973年（昭和48年） - 全面改築工事竣工
- 1975年（昭和50年） - 体育館竣工
- 1980年（昭和55年） - 校舎を増築
- 1984年（昭和59年） - 学校給食指導優秀校として文部大臣表彰受賞
- 1988年（昭和63年） - ランチルーム設置
- 1989年（平成元年） - コンピューター教室を設置
- 1991年（平成3年） - 附属幼稚園を移転・開園
- 1993年（平成5年） - 大規模改修工事竣工
- 1994年（平成6年） - 防球フェンス設置
- 1996年（平成8年） - 平成8年度文部省研究開発学校（英会話活動）に指定
- 1998年（平成10年） - 北校舎を改築
- 1999年（平成11年） - プールの大規模改修工事竣工
- 2002年（平成14年） - 南校舎耐震補強・大規模改修工事竣工
- 2003年（平成15年） - 110番通報装置設置
- 2004年（平成16年） - 文部科学省児童生徒の心に響く道徳教育推進校指定
- 2008年（平成20年） - 下水道に接続完了
- 2012年（平成24年） - 創立140周年
- 2022年（令和4年）  - 創立150周年

## 主な進学先
- 久御山町立久御山中学校

## 交通
久御山町内に鉄道は通っていないため、最寄駅からはバスが推奨される。
- 近鉄京都線 大久保駅
- JR奈良線 新田駅
- 京阪本線 淀駅
- 京阪本線 中書島駅

## 通学区域が隣接している学校
- 久御山町立佐山小学校
- 京都市立美豆小学校
- 京都市立明親小学校
- 京都市立納所小学校
- 京都市立向島秀蓮小中学校

## 関係者

### 出身者
- 片岡篤史：元プロ野球選手・コーチ、野球解説者[2]